# Městské lesy Hradec Králové
Městské lesy Hradec Králové a.s. jsou samostatnou akciovou společností vlastněnou statutárním městem Hradec Králové. Hlavní činností je obhospodařování a rozvoj lesního a rybničního majetku města, podnikání a plnění veřejných služeb s obecně prospěšným posláním a provozování těžby štěrkopísku. V současné době[kdy?] činí výměra lesů 3800 ha, včetně rybníků a dalších pozemků. Ředitelem společnosti je Ing. Milan Zerzán.

## Historie
Město Hradec Králové dostalo své lesy darem od římského krále Albrechta v roce 1307. V následujících stoletích jejich rozlohu postupně zvětšovalo. V roce 1931 se odkoupením části panství markraběte Pallaviciniho zvětšila výměra městských lesů téměř na dvojnásobek. Dnes[kdy?] je ve vlastnictví statutárního města Hradec Králové 3800 ha lesa, včetně rybníků a dalších pozemků. Od roku 1991 je obhospodařuje a spravuje nejprve příspěvková organizace Městské lesy Hradec Králové, která byla v roce 2001 přeměněna na akciovou společnost Městské lesy Hradec Králové a.s.
Naprostá většina lesů byla (98 %) zařazena do kategorie lesa zvláštního určení – příměstské lesy se zvýšenou rekreační funkcí. Tyto lesy jsou osvobozeny od placení pozemkové daně a jsou zvýhodňovány při čerpání dotačních titulů.[zdroj?]
V 90. letech 20. století byla otevřením písníku Marokánka rozšířena činnost společnosti o těžbu štěrkopísku. V roce 2011 přistoupila společnost k nové podobě filozofie společnosti, přiblížit městské lesy více lidem a vedle těžby dřeva, písku a rybníkářství posílit i rekreační funkci lesů.[zdroj?]
V roce 2012 zasáhla lesy rozsáhlá kalamita. Větrná smršť po sobě zanechala polámané porosty na ploše více než 200 ha.